# Ploho
Ploho — новосибирская постпанк группа, основанная в 2013 году. Считается представителем «новой русской волны» 2010-х. С 2016 года у группы появился сайд-проект Bitcevsky Park, играющий «холодный» и более мрачный пост-панк.

## История
Группа была основана в 2013 году в Новосибирске вокалистом Виктором Ужаковым, к которому присоединились басист Андрей Сморгонский и клавишник Игорь Старшинов. В этом же году группа выпустила первый сингл «Новостройки».
4 сентября 2014 года вышел EP «Смирение и отрицание».
22 февраля 2016 года группа выпустила первый полноформатный альбом «Культура доминирования». В этом же году вокалист группы запустил сольный проект «Bitcevsky Park».
В 2017 году был выпущен второй альбом «Бумажные бомбы». В том же году участники коллектива исполнили камео в фильме литовского режиссера Юргиса Матулявичуса «Исаак», посвященном Холокосту в Литве.
В 2018 году альбом «Куда птицы улетают умирать» вошёл в топ-25 лучших альбомов года по версии портлендской радиостанции XRAY.FM. В 2020 году Ploho подписала контракт с канадским лейблом Artoffact Recrds, на котором через год был выпущен пятый альбом «Фантомные чувства».
В феврале 2022 года осудили вторжение России в Украину. После начала мобилизации в России в сентябре 2022 года участники группы переехали в Сербию. В ноябре того же года группа выпустила свой шестой альбом «Когда душа спит».
В июле 2024 года группа провела тур по городам Мексики, выступив в Тихуане, Гвадалахаре, Керетаро и Мехико.
30 августа 2024 года у группы вышел седьмой альбом «Почва». Как и в случае с предыдущим альбомом, запись происходила в петербургской студии «Мелодия». В том же году сайд-проектом Bitcevsky Park был написан саундтрек к фильму «Монохром».

## Состав

### Текущий состав
- Виктор Ужаков — голос, соло-гитара, автор, аранжировки (2013—настоящее время)
- Андрей Сморгонский — бас-гитара
- Виктор Волкович — клавишные, пианино, соло, аранжировки ударных, перкуссия (2023—настоящее время)

### Бывшие участники
- Иван Шелупин — барабаны (2013—2014)
- Игорь Старшинов — клавишные, пианино, соло, аранжировки ударных, перкуссия (2013—2023)
- Алексей Тебякин — бас-гитара
- Сергей Гуляев — барабаны

## Дискография «Ploho»

### Мини-альбомы
- 2013 — Ploho
- 2014 — Смирение и отрицание
- 2015 — Ренессанс
- 2016 — Культура Доминирования

### Полноформатные альбомы
- 2017 — Бумажные бомбы
- 2018 — Куда птицы улетают умирать
- 2019 — Пыль
- 2021 — Фантомные чувства
- 2022 — Когда душа спит
- 2024 — Почва

### Видеоклипы
- 2017 — Хотеть тепла
- 2017 — Город устал
- 2019 — Закладка
- 2020 — Горький опыт
- 2020 — Прости
- 2021 — Нулевые
- 2022 — Не будем прощаться
- 2024 — Я буду жить для тебя
- 2024 — Гештальт (Gestalt)

## Дискография сайд-проекта Bitcevsky Park

### Полноформатные альбомы
- 2019 — Бессмертные Люди
- 2020 — Битцевский Парк
- 2020 — Темно и Страшно
- 2021 — Скорость Тьмы
- 2022 — Пропадать

### Видеоклипы
- 2019 — Хватит на всех
- 2021 — Одиссея 2021